# Ốc Thanh Vân
Phạm Thị Thanh Vân (sinh ngày 18 tháng 2 năm 1984), thường được biết đến với nghệ danh Ốc Thanh Vân, là một nữ diễn viên kiêm người dẫn chương trình truyền hình người Việt Nam. Khởi nghiệp vào năm 2005, song tên tuổi của cô chỉ thực sự được biết đến vào năm 2008 với vai diễn Cẩm Linh và lồng tiếng thành công cho nhân vật Huyền Diệu trong bộ phim truyền hình Cô gái xấu xí.
Cô được khán giả gọi bằng tên thân mật là Thanh Vân Ốc hay Ốc Thanh Vân, nhằm để dễ phân biệt với Ngô Thanh Vân, Phi Thanh Vân và Thanh Vân Hugo. Với những đóng góp lớn trên lĩnh vực điện ảnh và truyền hình, cô được đánh giá là một trong những nữ diễn viên Việt Nam xuất sắc nhất trong thế hệ của mình. Năm 2024, cô được Nhà nước Việt Nam trao tặng danh hiệu Nghệ sĩ ưu tú sau 20 năm hoạt động nghệ thuật.

## Tiểu sử
Sinh ra trong một gia đình hoạt động trong ngành nghệ thuật tại trung tâm thành phố Hải Phòng, mẹ cô là giảng viên dạy thanh nhạc nên có nhiều điều kiện bồi dưỡng năng khiếu nghệ thuật của cô. Bởi vậy, Thanh Vân đã từng học qua các lớp nghệ thuật năng khiếu như múa, hát và piano.
Năm 1991, cả gia đình Thanh Vân chuyển vào Thành phố Hồ Chí Minh sống. Khi đang học năm cuối THPT, Thanh Vân quyết định tham dự cuộc thi Triển vọng Điện ảnh năm 2000 và lọt vào tới vòng chung kết của cuộc thi. Đây cũng là tiền đề để sau này Thanh Vân cùng đậu thủ khoa cả hai trường Cao đẳng Sân khấu Điện ảnh và Cao đẳng Sư phạm khoa Thanh Nhạc. Sau một năm học đồng thời cả hai khoa, Thanh Vân quyết định theo hẳn khoa diễn viên trường Cao đẳng Sân khấu Điện ảnh.

## Sự nghiệp
Khởi đầu sự nghiệp diễn xuất ở lĩnh vực kịch nói, vai Thủy trong vở kịch kinh dị "Người vợ ma" được coi là vai diễn ấn tượng nhất của Thanh Vân trên sân khấu kịch Sài Gòn. Trong hơn một năm, vở kịch được trình diễn tới hơn 450 lần và thu hút đông khán giả. Sự kiện đáng nhớ này đã mang lại cho Vân giải thưởng Nghệ sĩ kịch nói được yêu thích nhất (HTV Award 2007). Năm 2008 được xem là năm Thanh Vân có nhiều đột phá cùng với sự trải nghiệm phong phú qua nhiều tính cách nhân vật từ màn ảnh đến sân khấu kịch. Sau vai người vợ Thủy trong vở "Người vợ ma", cô đã có thêm vai Dung trong vở "Nước mắt người điên", rồi vẫn với vai người vợ trong vở kịch kinh dị mới "Ngôi nhà hoang" (tức Người vợ ma phần 2). Ở lĩnh vực phim truyền hình, Thanh Vân đã tham gia tương đối nhiều phim, trong đó vai Trân trong phim Tình yêu còn lại và vai Cẩm Linh trong phim Cô gái xấu xí được đánh giá là để lại nhiều ấn tượng trong lòng khán giả.
Nhờ ưu thế có thể nói được cả hai giọng Bắc-Nam đã giúp Thanh Vân thể hiện khả năng diễn xuất linh hoạt của cô trong nhiều vai diễn khác nhau đồng thời Vân cũng tham gia lồng tiếng cho nhiều bộ phim. Trong phim Cô gái xấu xí, nhờ có thể nói tốt cả giọng miền Bắc lẫn giọng miền Nam nên Thanh Vân vừa thu tiếng trực tiếp cho nhân vật Cẩm Linh, vừa đảm nhận lồng tiếng giọng miền Bắc cho nhân vật Huyền Diệu. Có được thành công này là do khi học ở trường Sân khấu Điện ảnh, giảng viên bộ môn tiếng nói sân khấu đã khuyến khích Thanh Vân học giọng nói miền Nam để khi ra trường có thể hòa nhập ngay với hoạt động sân khấu tại Thành phố Hồ Chí Minh.
Ngoài đóng phim và diễn kịch, Thanh Vân còn đóng vai trò là MC (người dẫn chương trình) khá đắt show từ các chương trình truyền hình thu hút nhiều khán giả như: Vì cuộc sống tươi đẹp, Chuyện phái Đẹp, Nào ta cùng hát, Cầu vồng nghệ thuật, Bước nhảy hoàn vũ,...

## Đời tư
Năm 2008, Thanh Vân đã kết hôn với bạn trai lâu năm đồng thời là bạn học chung lớp từ thời phổ thông của cô. Tính đến tháng 4 năm 2013, hai người đã có một con trai và một con gái. Năm 2015, hai người sinh đứa con thứ ba.

## Danh sách phim
| Năm  | Phim                           | Kênh / Định dạng   | Vai diễn                 | Ghi chú                    |
| ---- | ------------------------------ | ------------------ | ------------------------ | -------------------------- |
| 2004 | Giói hậu                       | VTV3               | Loan                     |                            |
|      | Ảo Ảnh                         | HTV7               |                          |                            |
| 2005 | Hương Phù Sa                   | HTV9               | Trang                    |                            |
| 2005 | Người đánh trống trường        | HTV9               |                          |                            |
| 2005 | Xóm suối sâu                   | HTV9               | Bích Liên                |                            |
| 2006 | Ngã rẽ cuộc đời                | HTV7               | Ngân                     |                            |
| 2007 | Mùa chim én xôn xao            | HTV9               | Mai                      |                            |
| 2007 | Ghen                           | HTV9               | Mai Trang                |                            |
| 2008 | Tình yêu còn lại               | HTV9               | Nhã Trân                 |                            |
| 2008 | Sóng đời                       | HTV7               | Liễu                     |                            |
| 2008 | Sau ánh hào quang              | Let's Viet         | Thục San                 |                            |
| 2008 | Cô gái xấu xí                  | VTV3               | Cẩm Linh                 |                            |
| 2009 | Bí kiếp võ công                | Phim hài Tết – DVD |                          |                            |
| 2009 | Quán kem tình nhân             | HTV7               | Hồng                     |                            |
| 2009 | Những ngày hè xanh             | HTV7               | Hà                       |                            |
| 2009 | Hoa ngũ sắc                    | Let's Viet         | Dì Trang                 |                            |
| 2010 | Đừng đùa với thiên thần        |                    |                          |                            |
| 2010 | Người hoàn hảo                 | HTV9               |                          |                            |
| 2010 | Tiếng dương cầm trên biển      | HTV9               |                          |                            |
| 2010 | Tóc rối                        | HTV7               | Lan Phương / Vương Linh  |                            |
| 2011 | Cô nàng bướng bỉnh             | HTV7               | Thu Phong                |                            |
| 2012 | Làm đẹp ăn Tết                 | SCTV14             | Búp                      |                            |
| 2013 | Táo gu gồ ... À                | Phim hài Tết – DVD |                          |                            |
|      | Ghen                           | VTV1               | Mai                      | Đóng cùng với Mã Hiểu Đông |
| 2014 | Gái ế kén chồng                | HTV7               | Thủy                     |                            |
| 2015 | Người nội trợ hoàn hảo         | Channel B          | Người dẫn dắt            |                            |
| 2016 | Cao thủ ẩn danh                | Phim Điện ảnh      | Dì Năm "Hột gà"          |                            |
| 2016 | Già néo đứt dây                | HTV7               | Nhiều vai diễn khác nhau |                            |
| 2020 | Trường học siêu phàm - sữa KUN | Web drama          | Hiệu trưởng              |                            |
| 2021 | Lật mặt 5 (48h)                | Phim Điện ảnh      | Nga                      |                            |
| 2022 | Cù lao xác sống                | Phim Điện ảnh      | Diễm                     |                            |
| 2022 | Cô gái từ quá khứ              | Phim điện ảnh      | Bác sĩ Linh Đan          |                            |
| 2023 | Siêu trợ lý                    | Webdrama           | Giang                    |                            |

- Và nhiều bộ phim khác

### Phim đã lồng tiếng
- Cô gái xấu xí vai Huyền  Diệu
- Puss in Boots
- Và nhiều bộ phim lồng tiếng khác

### Diễn xuất MV ca nhạc
- Tình là nhớ (Lam Trường)
- Tuổi hồng thơ ngây (Đàm Vĩnh Hưng)
- Chuyện tình dưới mưa (Tần Khánh)
- Và nhiều MV khác

## Danh sách kịch

### Hài kịch
- Nhổ răng
- Móng thần
- Cưới vợ
- Thú y
- Trộm tết
- Ghen
- Natra
- Mơ ngày hạnh phúc
- Trạng chết, chúa băng hà
- Lấy con gái phú hộ
- Cái tết nhớ đời
- Không hiểu nổi!
- Bảo hiểm nốt ruồi
- Đấu giá trai đẹp
- Nổi vì tai tiếng
- Siêu nhân dừa
- Tình không ranh giới
- Gia trưởng thời nay
- Bí kíp giữ chồng
- Noel ai cũng có quà
- 4 giờ và 1 đồng vàng
- Anh vợ nhiều chuyện
- Khát Vọng
- Kungfu bà xã
- Cầu vồng lục sắc.
- Mối tình Sơn Đông mãi võ
- Loạt tiểu phẩm trong: Tài Tiếu Tuyệt
- Loạt tiểu phẩm trong: Danh hài đất Việt
- Loạt tiểu phẩm trong: Sài Gòn đêm thứ 7
- Và nhiều vở hài kịch khác

### Kịch nói
- Người vợ ma – vai Thủy
- Ngôi nhà hoang (Người vợ ma 2) – vai Thủy
- Ảnh ảo (Người vợ ma 3) – vai Thủy
- Nước mắt người điên – vai Dung
- Làm đĩ – vai Huyền
- Nhân danh công lý
- Chuyện tình mùa thu
- Vụ án 292
- Mẹ và người tình
- Số đỏ
- Làm người ai làm thế
- Kết nối cộng đồng
- Góc tối showbiz – vai Kim Anh
- 12 giờ đêm
- Đòi nợ mướn
- Đàn bà mấy tay
- Làm
- Một cha ba mẹ
- Ám ảnh kinh hoàng – vai Cecillia
- Đá đoạt hồn – vai Vân Thanh
- Ngẫm Kiều vai Hoạn Thư
- Và nhiều vở kịch nói khác

## Chương trình truyền hình

### Dẫn chương trình
- Love bus (Hành trình kết nối những trái tim) - HTV7
- Vì cuộc sống tươi đẹp - HTV7
- Chuyện phái Đẹp - VTC9
- Sắc màu giải trí - VTC9
- Nào ta cùng hát - HTV7
- Cầu vồng nghệ thuật - ĐN1 RTV
- Tình yêu của tôi - VTV3 Cũ
- Bước nhảy hoàn vũ (VTV3) cùng Nguyên Vũ
- Tạp chí 360 - HTV7 Cũ (1 tập)
- Đồ rê mí (2014) (VTV3) MC
- Vui sống mỗi ngày (2015 - 2020) (VTV3) MC
- Người nội trợ hoàn hảo (2015) Channel MC
- Đấu trường tiếu lâm - mùa 1 (2016) (HTV7) MC
- Người hùng tí hon - mùa 2 (2016) (HTV7) MC
- Cố lên con yêu (VTV3) MC
- Đường đến danh ca vọng cổ (2017 - 2018) (HTV7) MC
- Cháu ơi cháu à (2017) (VTV3) MC
- Hát mãi ước mơ (2017 - 2018) (HTV7) MC
- Thần tượng tương lai (2017) (HTV7) MC
- Nhạc hội song ca (2018) (HTV7) cùng Ngô Kiến Huy
- Khẩu vị ngôi sao - mùa 2 (2018) (HTV7) cùng Hiếu Hiền
- Người đi xuyên tường nhí (2017) (HTV7) cùng Đình Toàn
- Biệt đội vui nhộn (VTV3)
- Gia đình song ca (2017) (HTV7) MC
- Liveshow Đất Quảng quê tôi (2017) MC Tại Quảng Nam
- Quyền năng phái đẹp (2017 - 2022) (THVL1) MC
- Dr. Khỏe (2018 - 2021) (THVL1) Cùng Doctor 3D
- Con nhà người ta (2019) (VTV3) Cùng Đại Nghĩa (diễn viên)
- Mảnh ghép Hoàn Hảo (VTV9) (MC)
- Điều con muốn nói (VTV9) (MC)
- Và nhiều chương trình khác

### Giám khảo
- Cùng xây nhà Mới (HTV7) – Khách mời (2013)
- Bước nhảy hoàn vũ nhí (VTV3) - Huấn luyện Viên cùng với vũ công Quang Đăng (2014)
- Căn hộ trong mơ (HTV7) – Khách mời (2016)
- Giọng ải giọng ai (HTV7)
- Tiếu lâm tứ trụ nhí (THVL1) (2017) – thần Xí xon
- Diễn viên bá đạo (2017 - VTV9)
- Tuyệt đỉnh song ca nhí (2018 - THVL1) - Huấn luyện Viên cùng với Dương Triệu Vũ
- Thần tượng điện ảnh (2017 - HTV7)
- Bước nhảy ngàn cân (2017 - VTV3)
- Người nghệ sĩ đa tài (2017, 2018 - THVL1)
- Thử tài siêu nhí (2019 - THVL1) cùng với Đại Nghĩa
- Mãi mãi thanh xuân (2019 - HTV7)
- Siêu tài năng nhí (2020 - HTV7)
- Ký ức vui vẻ (2018, 2019, 2020, - VTV3) - Đội trưởng thập niên 90
- Thanh âm quyền năng (2021 - HTV7)
- Gương mặt thân quen (2021 - VTV3)
- Và nhiều chương trình khác

### Gameshow tham gia
- Tam sao thất bản - VTV3
- Thăm nhà người nổi tiếng - VTV3
- Sài Gòn đêm thứ 7 - THVL1
- Tài Tiếu Tuyệt - HTV2
- Người bí ẩn - HTV7
- Hội ngộ danh hài - HTV7
- Vitamin cười - HTV7
- Kỳ án Đông Tây kiêm cổ - HTV2
- Hoán đổi (Khách mời) - VTV3
- Không giới hạn - sasuke Việt Nam (Khách mời) - VTV3
- Bí mật đêm chủ nhật - HTV7
- Danh hài đất Việt - THVL1
- Úm ba la ra chữ gì? - VTV3
- Ơn giời cậu đây rồi! - VTV3
- Khẩu vị ngôi sao - HTV7
- Nhanh như chớp - HTV7
- Vượt thành chiến - VTV3
- Giải mã tri kỷ - THVL1
- Là vợ phải thế - HTV7
- 8 Lạng nửa cân - VTV3
- Giác quan thứ 6 -  VTV3
- Ai là bậc thầy chính hiệu - VTV3
- Mái ấm gia đình Việt - HTV7
- Và nhiều chương trình khác

## Giải thưởng
Tiêu biểu:
- Nghệ sĩ kịch nói được yêu thích nhất giải thưởng HTV Award 2007
- Huy chương bạc cá nhân với vai Lan trong vở Mẹ và người tình tại Hội diễn kịch nói chuyên nghiệp toàn quốc 2009
- Huy chương vàng với vai vợ ông Hoàng trong vở Nước mắt người điên tại Liên hoan sân khấu kịch nói chuyên nghiệp toàn quốc 2012[10]
- Giải ba Bước nhảy Hoàn vũ 2014
- Huy chương vàng trong vở Đàn bà ... mấy tay tại Liên hoan sân khấu kịch nói toàn quốc 2018
- Đề cử giải Mai vàng cho nữ diễn viên điện ảnh được yêu thích nhất vai Nga trong bộ phim Lật mặt: 48h[11]
- Và một số giải thưởng cùng đề cử khác
- Nghệ sĩ ưu tú 2024.